# Bandeira da Agência Internacional de Energia Atômica
A bandeira da Agência Internacional de Energia Atómica é um dos símbolos oficiais da referida agência.

## História
O Código da Bandeira foi promulgado pelo Diretor-Geral em 15 de setembro de 1999, de acordo com a decisão do Conselho de Governadores em 10 de junho de 1999, aprovando a adoção de uma bandeira da Agência conforme descrito no documento GOV/1999/41 e seu uso de acordo com um código de bandeira a ser promulgado pelo Diretor Geral.

## Características

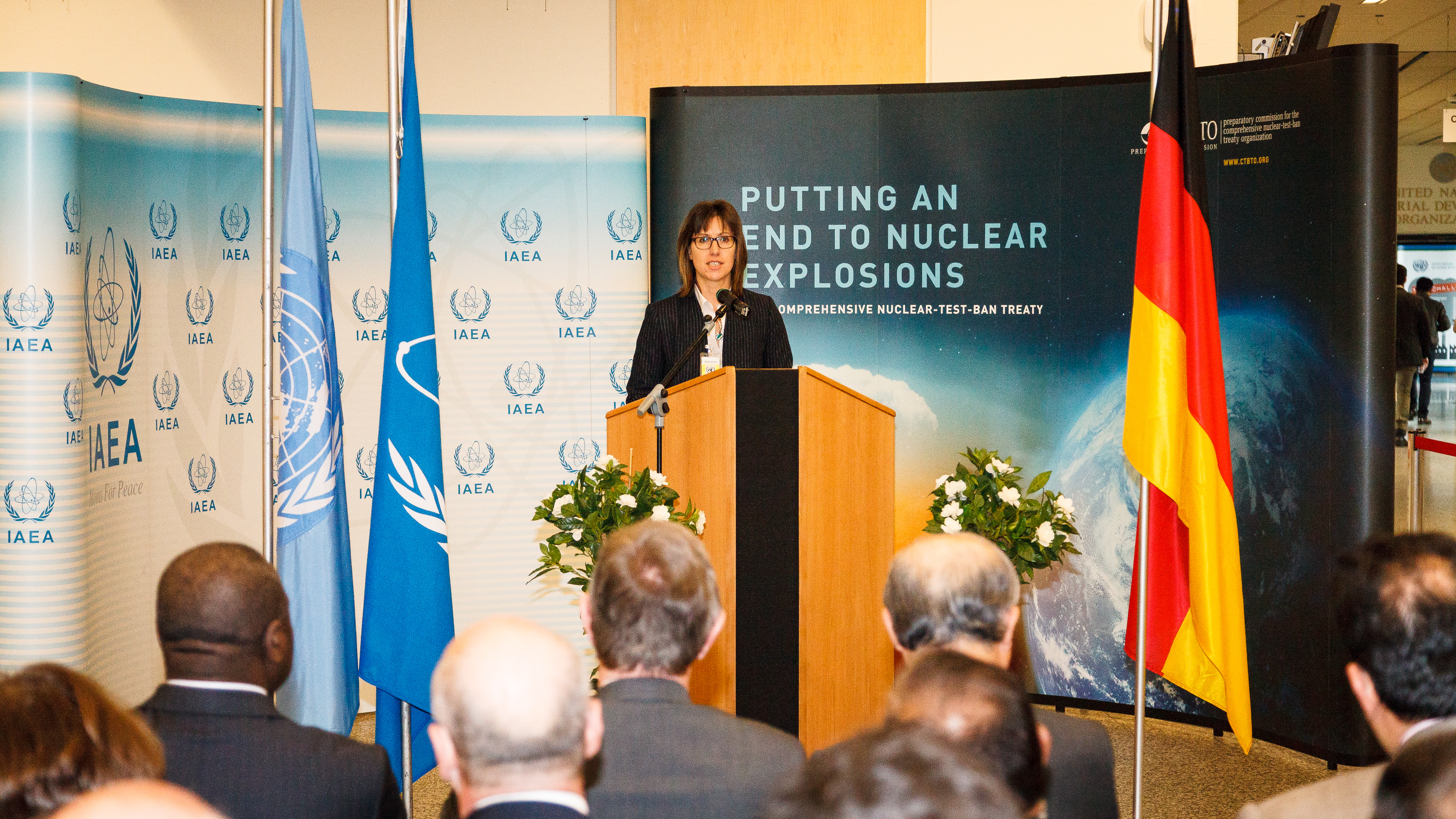
Bandeira da AIEA, na ONU e da Alemanha durante o discurso de Susanne Rehn-Taube, curadora do Museu Alemão de Munique, durante a abertura de uma exposição sobre energia nuclear

Seu desenho consiste de um retângulo de cor azul sobre o qual está no emblema da organização na cor branca. O emblema da IAEA consiste em uma representação alegórica de um átomo cercado por dois ramos de oliveira como a da ONU.
Segundo o "The International Atomic Energy Agency Flag Code" (em português:  Código da Bandeira da Agência Internacional de Energia Atômica), em seu item 1, seu desenho deve ser "o emblema oficial da Agência Internacional de Energia Atômica, centralizado em um fundo azul das Nações Unidas. Tal emblema aparecerá em branco em ambos os lados da bandeira, exceto quando prescrito de outra forma pelo regulamento. A bandeira deve ser feita nos tamanhos que podem ser ocasionalmente prescritos pelo regulamento."

## Simbolismo

Modelo atômico de um átomo de berílio, usado como base no emblema da AIEA

As cores azul e branco são as cores oficiais das Nações Unidas, bem como a coroa de louros é um símbolo associado á organização. O símbolo central é o modelo de Bohr do átomo de berílio com quatro elétrons. O modelo atômico é uma referência à energia nuclear, que é a área de atuação da AIEA.

## Usos
Ainda segundo o "The International Atomic Energy Agency Flag Code" (em português:  Código da Bandeira da Agência Internacional de Energia Atômica), em seu item 5, "A bandeira pode ser usada de acordo com este Código de Bandeiras por governos, organizações e indivíduos para demonstrar o apoio da Agência Internacional de Energia Atômica e para promover seus princípios e propósitos. A maneira e as circunstâncias de exibição devem estar em conformidade, na medida do apropriado, com as leis e costumes aplicáveis à exibição da bandeira nacional do país em que a exibição é feita."